# Яврово
Яврово (болг. Яврово) — село в Болгарии. Находится в Пловдивской области, входит в общину Куклен. Население составляет 68 человек.

## Политическая ситуация
Яврово подчиняется непосредственно общине и не имеет своего кмета.
Кмет (мэр) общины Куклен — Димитр Крыстев Сотиров (инициативный комитет) по результатам выборов в правление общины.